# Neoephedrus kalimpongensis
Neoephedrus kalimpongensis är en stekelart som beskrevs av Samanta, Tamili, Saha och Dinendra Raychaudhuri 1983. Neoephedrus kalimpongensis ingår i släktet Neoephedrus och familjen bracksteklar. Inga underarter finns listade i Catalogue of Life.